# Klassifizierung amerikanischer Eisenbahnen

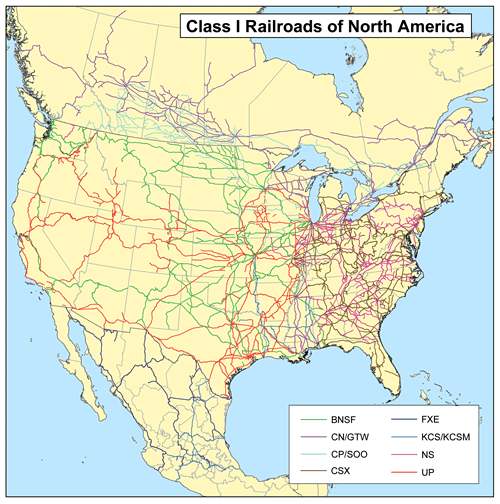
Streckennetz der nordamerikanischen Class-1-Bahngesellschaften (2006)

Die Klassifizierung der Eisenbahnen in Nordamerika erfolgt entsprechend ihrem Umsatz und dient als Grundlage für die Erstellung von Statistiken, Berichten, Buchhaltungspflichten, gesetzlichen und arbeitsrechtlichen Regulierungen.
Als Class 1 werden in den USA und in Kanada die größten Gütertransporteisenbahnen bezeichnet. Kleinere Eisenbahnen wurden als Class 2 oder Class 3 bezeichnet. Heute wird durch den Verband der Eisenbahnunternehmen Association of American Railroads die Einordnung in regional railroads und local railroads genutzt.

## Geschichte
Eine erste Einordnung von Bahngesellschaften in unterschiedliche Kategorien erfolgte mit der Einrichtung der Interstate Commerce Commission (ICC) 1887. Zur Erstellung ihres jährlichen Berichtes wurden die Bahngesellschaften in die Kategorien Class 1 (mehr als 1000 Meilen Streckennetz), Class 2 (600 bis 1000 Meilen Streckennetz), Class 3 (400 bis 600 Meilen Streckennetz), Class 4 (250 bis 400 Meilen Streckennetz) und Class 5 (weniger als 250 Meilen Streckennetz) eingeteilt. Diese Einteilung wurde bis 1910 genutzt. Infolge des Hepburn Acts und der damit verbundenen Aufgabenerweiterung der ICC wurde ab 1911 eine neue Einteilung eingeführt. Unter Class-1-Gesellschaft wurden Unternehmen mit einem Umsatz von über eine Million US-Dollar eingeordnet, Class-2-Gesellschaften besaßen einen Umsatz zwischen 100.000 $ und 1.000.000 $ und Class-3-Gesellschaften mit einem Umsatz unter 100.000 $. Reine Rangiergesellschaften wurden nicht in diese Einteilung einbezogen.
1956 wurde die Grenze für eine Class-1-Gesellschaft auf 3 Millionen Dollar angehoben. Gleichzeitig wurden die Class-2- und Class-3-Gesellschaften in eine Class 2 zusammengefasst. Die Rangiergesellschaften wurden ab diesem Zeitpunkt nicht mehr in den jährlichen Statistiken und Berichten erfasst.
Ab 1976 musste eine Class-1-Bahngesellschaft mindestens 10 Millionen Umsatz haben. 1978 erfolgte eine erneute Änderung. Die Grenze für Class 1 wurde auf 50 Millionen $ angehoben. Gleichzeitig wurden wieder die Class 2 (10–50 Millionen $) und Class 3 (weniger als 10 Millionen $) eingeführt. Ab 1982 wurden die Grenzen entsprechend der jährlichen Inflation angepasst. Jedoch wurde schon ab 1979 auf die Berichtspflichten für die Class-2- und Class-3-Gesellschaften verzichtet. Somit haben diese Grenzen keine praktischen Auswirkungen.
1992 erfolgte eine erneute Änderung; nunmehr wurde der Umsatz für eine Class-1-Gesellschaft auf 250 Millionen Dollar und für Class-2-Gesellschaften auf 20 Millionen Dollar festgesetzt. Seitdem erfolgt eine jährliche Anpassung entsprechend der Veränderung der Transportpreise im Bahnbereich (Railroad Freight Rate Index).
Da die Einordnungen nach Class 2 und Class 3 keine Auswirkungen mehr hat, führte die Association of American Railroads 1986 drei Kategorien zur Klassifizierung ein.
- Regional railroads – mehr als 350 Meilen Streckennetz und mehr als 40 Millionen US-Dollar Umsatz.
- Local railroads (früher shortline railroads) – Örtlich verkehrende Eisenbahnen, aber mit fahrplanmäßigem Streckenservice.
- Switching and terminal railroads – Eisenbahnen, die keine Punkt-zu-Punkt-Transporte (Linienverkehr) durchführen, sondern die Verbindung zwischen Endabnehmern und den anderen Eisenbahngesellschaften herstellen.

In Kanada müssen Class-1-Gesellschaften seit 2004 einen Bruttoertrag von jeweils 250 Millionen Kanadischen Dollar in den letzten beiden Geschäftsjahren erzielt haben.
| Jahr | Umsatzgrenze in Dollar | Anzahl der Gesellschaften |
| ---- | ---------------------- | ------------------------- |
| 1939 | 1.000.000              | 132                       |
| 1956 | 3.000.000              | 113                       |
| 1963 | 3.000.000              | 102                       |
| 1965 | 5.000.000              |                           |
| 1976 | 10.000.000             |                           |
| 1978 | 50.000.000             | 41                        |
| 1986 | 88.600.000             | 16                        |
| 1989 | 93.500.000             | 13                        |
| 1992 | 250.000.000            |                           |
| 1995 |                        | 11                        |
| 1996 | 255.900.000            | 9                         |
| 2000 | 256.400.000            | 8                         |
| 2001 | 261.900.000            | 8                         |
| 2002 | 266.700.000            | 7                         |
| 2003 | 272.000.000            | 7                         |
| 2004 | 277.700.000            | 7                         |

| Jahr | Umsatzgrenze in Dollar | Anzahl der Gesellschaften |
| ---- | ---------------------- | ------------------------- |
| 2005 | 289.400.000            | 7                         |
| 2006 | 319.300.000            | 7                         |
| 2007 | 346.800.000            | 7                         |
| 2008 | 359.600.000            | 7                         |
| 2009 | 378,774,016            | 7                         |
| 2010 | 398,673,376            | 7                         |
| 2011 | 433,211,345            | 7                         |
| 2012 | 452,653,248            | 7                         |
| 2013 | 467.000.000            | 7                         |
| 2014 | 475,754,803            | 7                         |
| 2015 | 457.913.998            | 7                         |
| 2016 | 447,621,226            | 7                         |
| 2017 | 463,860,933            | 7                         |
| 2018 | 489,935,956            | 7                         |
| 2019 | 504,803,294            | 7                         |

## Auswirkung der Klassifizierung
Die Festsetzung dieser Grenze ist eine politische Entscheidung, da aufgrund der unterschiedlichen Klassifizierung auch für die Gesellschaften unterschiedliche Regelungen und Berichtspflichten gelten. So beantragten zum Beispiel 1991 die Montana Rail Link und Wisconsin Central, die Grenze von 93,5 Millionen US-Dollar anzuheben, um nicht als Class 1 neu eingestuft zu werden und somit zusätzliche Kosten vermeiden zu können. Ende 1992 wurde die Grenze auf 250 Millionen US-Dollar angehoben, was dazu führte, dass die Florida East Coast Railway nur noch eine Class-2-Gesellschaft war.
In den Vereinigten Staaten gibt es seit April 2023 sechs Class-1-Gesellschaften. Östlich des Mississippi sind dies CSX Transportation und die Norfolk Southern Railway, westlich des Mississippi die BNSF Railway und die Union Pacific Railroad. In Kanada, dem Mittelwesten und Süden der Vereinigten Staaten ist die Canadian National Railway mit der Tochtergesellschaft Grand Trunk Corporation aktiv. In Kanada, dem Mittelwesten sowie in Mexiko ist die Canadian Pacific Kansas City aktiv.
Von 2001 bis 2023 gab es konstant sieben Class-1-Gesellschaften. Östlich des Mississippi waren dies CSX Transportation und die Norfolk Southern Railway, westlich des Mississippi die BNSF Railway und die Union Pacific Railroad sowie im Mittelwesten bis nach Mexiko die Kansas City Southern Railway. Dazu gehörten noch die Grand Trunk Corporation, Tochtergesellschaft der Canadian National Railway, und die Soo Line Railroad, Tochtergesellschaft der Canadian Pacific Railway.
Durch die im April 2023 vollzogene Übernahme der Kansas City Southern Railway durch die Canadian Pacific Railway einschließlich der Soo Line Railroad entstand die Canadian Pacific Kansas City.
Die zwei kanadischen Class-1-Gesellschaften, Canadian National Railway und Canadian Pacific Railway, waren auch nach den US-Regeln Class-1-Gesellschaften. Auf die mexikanischen Eisenbahngesellschaften angewandt, erfüllten die Ferrocarril Mexicano und Kansas City Southern de México die Vorgaben. Durch die Bildung der Canadian Pacific Kansas City aus der Canadian Pacific, der Soo Line, Kansas City Southern und der Kansas City Southern de México im Jahr 2023 erfüllt diese in allen drei Ländern die Kriterien einer Class-1-Gesellschaft.
Da die Personenverkehrsgesellschaften Amtrak und VIA Rail Canada keinen Güterverkehr in den USA oder Kanada durchführen, werden sie nicht klassifiziert.
Bis Mitte der 1980er Jahre verfügten alle Class-1-Gesellschaften zusammen über 94 bis 96 % des gesamten Streckennetzes der Vereinigten Staaten und waren für 96 bis 99 % des Umsatzes im Bahnbereich verantwortlich. Durch die Änderung der Klassifizierungsgrenzen sowie die Abgabe vieler Strecken an kleinere Bahngesellschaften erreichen die Class-1-Gesellschaften heute bei rund 67 % des Streckennetzes einen Umsatz von rund 93 % der Bahnindustrie.